# Taxeotis notosticta
Taxeotis notosticta är en fjärilsart som beskrevs av Turner 1936. Taxeotis notosticta ingår i släktet Taxeotis och familjen mätare. Inga underarter finns listade i Catalogue of Life.